# Laura Sintija Cerniauskaité
Laura Sintija Cerniauskaitė (Vilnius, 8 dicembre 1976) è una scrittrice lituana.

## Biografia e carriera
Diplomata al liceo Senvagės di Vilnius nel 1994, ha frequentato i corsi di regia televisiva presso l'Accedemia di musica e teatro della Lituania, ma ha interrotto gli studi poco dopo, per laurearsi infine in lingua e letteratura lituana all'Università di Vilnius nel 2015. Tra il 1998 e il 2002 ha collaborato a diverse riviste e testate del suo Paese come giornalista freelance, cimentandosi nel frattempo con i primi lavori teatrali.
Nel 2001, con l'opera teatrale Išlaisvink auksinį kumeliuk (Liberate il puledro d'oro), ha vinto una competizione organizzata dal Dipartimento di Filologia dell'Università di Vilnius. Nel 2004 Liučė Čiuožia (Liučė fa skate) vince il primo premio del Theatretrefen organizzato a Berlino.
Intensa anche la sua produzione in prosa. Con il suo primo romanzo, Il respiro sul marmo (Kvėpavimas į marmurą, 2006), si è aggiudicata la prima edizione del Premio letterario dell'Unione europea nel 2009. e si è affermata a livello internazionale.
Sposata con il letterato Regimantas Tamošaitis, è membro dell'Unione degli scrittori lituani dal 2004.

## Opere in traduzione italiana
- Il respiro sul marmo, Atmosphere Libri, Roma, 2011 - ISBN 9788865640043 (Kvėpavimas į marmurą, 2006; trad. G. Michelini, B. Zindziute-Michelini).